# Vicente Feola
Vicente Ítalo Feola (São Paulo, 1 de novembro de 1909 — São Paulo, 6 de novembro de 1975)[carece de fontes?] foi um futebolista e treinador brasileiro.
Feola é o recordista em partidas no comando do São Paulo, com 532 jogos à frente do clube, e o primeiro brasileiro a levar o Brasil ao título da Copa do Mundo, em 1958.

## Jogador
Paulistano do Brás e filho de imigrantes italianos de Castellabate (126 quilômetros ao sul de Nápoles), foi aluno do Coração de Jesus.
Como jogador profissional defendeu o São Paulo, o Auto Sport Club e o Americano, de São Paulo.

## Treinador
Iniciou a atividade de treinador na Portuguesa Santista e comandou o São Paulo por diversas vezes desde 1937. Muito ligado ao clube, foi o treinador que mais vezes ocupou esse cargo, em oito oportunidades. Até hoje, permanece como o recordista em número de partidas à frente do Tricolor.
Feola fazia o tipo bonachão e amigo dos jogadores, mas não era bem visto pela crônica esportiva que acompanhava a Seleção. Em alguns jogos, foi acusado de cochilar no banco, o que seria possível, já que tomava muitos remédios, por conta de sua saúde problemática em decorrência da obesidade. De acordo com Djalma Santos, Feola dormiu no banco de reservas, na estreia do Brasil na Copa do Mundo FIFA de 1958 contra a Áustria. Acordou e mandou o time atacar. Aí alguém falou para o Feola: "Professor, já está três a zero". Então, ele berrou: "Segura, segura, que já está bom demais!"

### São Paulo
Comandou o Tricolor pela primeira vez em 1937, ficando apenas um ano no clube. Porém, faria realmente história no clube na década de 1940. Foram dois anos em sua passagem mais duradoura pelo SPFC, entre 1947 e 1950. Conseguindo convencer o Diamante Negro, Leônidas da Silva, a ficar no clube e não se aposentar, Feola comandou um timaço, que tinha nomes como Mauro Ramos, Bauer, Rui, Noronha, Remo, Teixeirinha, Friaça  à um bicampeonato estadual, numa época onde o campeonato era disputado por pontos corridos. Sua última passagem pelo clube seria já quase na década de 1960, quando treinou o clube entre 1959 e 1960. Feola esteve à frente do São Paulo por 532 vezes, com 299 vitórias, 106 empates e 127 derrotas.

### Outros Clubes
Em 1954, o São Paulo cedeu-o, por empréstimo, para atuar no Esporte Clube XV de Novembro nas últimas partidas da primeira divisão do Campeonato Paulista, ajudando o XV a permanecer na Série A.
Durante o ano de 1961, comandou o Boca Juniors. Deixou o cargo de comandante do time azul e amarelo após 68 partidas disputadas, sendo 30 oficiais e 38 amistosos.

### Seleção Brasileira

Gilmar, Vicente Feola e Bellini com a taça da Copa do Mundo (1958).

#### 1958–1960
João Havelange, presidente da CBD, resolveu apostar em um técnico do futebol paulista pela primeira vez. Feola foi escolhido em fevereiro de 1958 como treinador da Seleção Brasileira para a Copa do Mundo daquele ano. A primeira partida de Vicente Feola no comando da Seleção Brasileira aconteceu no dia 4 de maio de 1958, pouco tempo antes do embarque para a Suécia, onde o Brasil goleou o Paraguai por 5 a 1, em jogo válido pela Taça Oswaldo Cruz. Contrariando a CBD, bancou a convocação de Pelé, mesmo depois que ele se contundiu em um amistoso contra o Corinthians antes do embarque para a Suécia. A equipe sagrou-se campeã do torneio pela primeira vez.
Feola seria o treinador para a Copa do Mundo de 1962, mas adoeceu e foi substituído por Aymoré Moreira.

#### 1966
Em 1964, comandou a seleção olímpica em Tóquio que foi eliminada na primeira fase pela República Árabe Unida (país que envolvia os atuais Egito e Síria).
Foi novamente chamado para treinar a seleção brasileira na Copa do Mundo de 1966. A preparação da equipe, no entanto, foi atribulada: a Seleção chegou a ter quatro equipes treinando juntas, o que resultou em eliminação precoce na Copa. Seu último jogo pela seleção aconteceu em Liverpool, na Copa de 66: derrota de 3 a 1 para Portugal.
No total, Feola comandou o Brasil em um total de 74 jogos, com 54 vitórias, 12 empates e 8 derrotas.
Vicente Feola morreu aos 66 anos, vítima de insuficiência cardio-renal.

## Estatísticas
| Clubes             | Jogos | Vitórias | Empates | Derrotas |
| ------------------ | ----- | -------- | ------- | -------- |
| São Paulo          | 532   | 299      | 106     | 127      |
| Boca Juniors       | 68    | 37       | 17      | 14       |
| Seleção Brasileira | 66    | 50       | 11      | 5        |

- Somando os amistosos, dirigiu o Brasil num total de 74 jogos, com 54 vitórias, 12 empates e 8 derrotas (fonte: Seleção Brasileira 90 anos - Antonio Carlos Napoleão e Roberto Assaf).

## Títulos

### São Paulo
- Campeonato Paulista: 1948[13] e 1949

### Seleção Brasileira[14]
- Copa do Mundo FIFA: 1958
- Taça Oswaldo Cruz: 1958
- Taça Bernardo O'Higgins: 1959
- Copa Roca: 1960
- Taça do Atlântico: 1960